# Reformatorio Príncipe de Asturias
El reformatorio Príncipe de Asturias fue un establecimiento correccional de menores ubicado dentro de la Quinta de Vista Alegre de Carabanchel en Madrid, con entrada por la calle Padre Amigó, 5 c/v calle Carcastillo c/v calle Campoamor.

## El correccional
Al suroeste de la posesión, en el cerro de los olivos, junto al arroyo del Campo o San Roque que la atravesaba y uno de los estanques grandes, se levantó este monumental edificio asistencial, a instancia de los padres Terciarios Capuchinos con el propósito de corregir a los jóvenes e impartirles moral para su reinserción social y bajo tutela religiosa.

## El edificio
El proyecto realizado por Carlos de Luque López entre 1907 y 1908 y cuyas obras finalizaron en 1924, consiste en un volumen dividido en dos sectores, uno de planta en cruz y tipología carcelaria, con cuatro pabellones de tres niveles destinados a este uso, y otro en T maclado con el anterior, el principal, para residencia de los preceptores, ambos autónomos, con sus propios servicios de comedor y cocina. La unión se producía a través de la capilla, prolongación de uno de los brazos del primero, la cual, por otra parte era uno de los elementos más destacados del conjunto, de concepción neogótica, con arcos ojivales y bóvedas nervadas. También de interés era la amplia cúpula central que iluminaba el hall de unión de las galerías de vigilancia, resuelta con hierro y cristal. En el exterior, el lenguaje empleado, aplicado en el tratamiento de paramentos y decoraciones, es en ladrillo visto, resaltando dinteles, jambas, impostas, cornisas, esquinas, dentro de la corriente llamada neomudéjar madrileño, si bien ya en su fase final.

## Reformas
Utilizado como cuartel durante la Guerra civil, el edificio quedó muy dañado, y fue reconstruido según un proyecto de Antonio Cámara Niño entre 1941 y 1942 por la Dirección General de Regiones Devastadas para devolverle el uso primitivo, denominándose entonces Reformatorio del Sagrado Corazón.
Entre 1989 y 1990, la Comunidad de Madrid presidida por Joaquín Leguina ejecutó unas obras realizadas por los arquitectos Juan Ramón Espiga Romero y Marisol Moneo Martín con los que se asignaron usos diferenciados a cada sector:
1. Centro de Formación Técnico Profesional "Puerta Bonita": En la parte cruciforme una escuela audiovisual y gráfica, con acceso independiente en uno de sus ángulos, a través de un cuerpo acristalado de doble altura, que lo enfatiza, si bien respetuoso con la monumentalidad del conjunto.
2. Centro de Menores "RENASCO": la zona en "T", que fue residencia de los receptores, se habilitó como centro residencial de menores con medidas judiciales dependiendo de la Agencia de Reeducación Madrileña de Inserción (ARMI) de la Comunidad de Madrid.[1]